# Gurvan Sajchan nisech ongotsnij buudal
Gurvan Sajchan nisech ongotsnij buudal (mongoliska: Гурван Сайхан нисэх онгоцны буудал, ryska: Международный аэропорт Гурван Сайхан) är en flygplats i Mongoliet.   Den ligger i provinsen Ömnögobi, i den centrala delen av landet, 500 km söder om huvudstaden Ulaanbaatar. Gurvan Sajchan nisech ongotsnij buudal ligger 1 454 meter över havet.
Terrängen runt Gurvan Sajchan nisech ongotsnij buudal är lite kuperad.  Trakten runt Gurvan Sajchan nisech ongotsnij buudal är nära nog obefolkad, med mindre än två invånare per kvadratkilometer. Närmaste större samhälle är Dalandzadgad, 6,3 km sydost om Gurvan Sajchan nisech ongotsnij buudal. Trakten runt Gurvan Sajchan nisech ongotsnij buudal är ofruktbar med lite eller ingen växtlighet.